# Compsophorus celebensis
Compsophorus celebensis är en stekelart som beskrevs av Heinrich 1934. Compsophorus celebensis ingår i släktet Compsophorus och familjen brokparasitsteklar. Inga underarter finns listade i Catalogue of Life.